# 1837 في المملكة المتحدة
فيما يلي قوائم الأحداث التي وقعت خلال عام 1837 في المملكة المتحدة.

## سياسة

### تعيين في المنصب
- 20 يونيو – فيكتوريا ملكة المملكة المتحدة عاهل المملكة المتحدة [الإنجليزية]‏.

## مواليد

### يناير
- 1 يناير – ايميليا داير

### فبراير
- 7 فبراير – جيمس موراي
- 26 فبراير – وليام هان مستكشف بريطاني.

### مارس
- 23 مارس – ريتشارد أنطوني بروكتر عالم فلك من المملكة المتحدة.

### أبريل
- 5 أبريل – ألغيرنون تشارلز سوينبورن
- 26 أبريل – هنري تشارلتون باستيان

### يونيو
- 14 يونيو – وليام تشاترتون ديكس

### سبتمبر
- 3 سبتمبر – رالف كوبلاند عالم فلك بريطاني.
- 22 سبتمبر – الليدي آن بلنت

### نوفمبر
- 26 نوفمبر – جون ألكسندر رينا نيولاندز كيميائي من المملكة المتحدة.

### ديسمبر
- 2 ديسمبر – جوزيف بيل
- 17 ديسمبر – وليام هاركنس

## وفيات

### فبراير
- 4 فبراير – جون لاثام (مواليد 1740)

### مارس
- 31 مارس – جون كونستابل (مواليد 1776) رسام من المملكة المتحدة.

### مايو
- 31 مايو – جوزيف غريمالدي (مواليد 1778)

### يونيو
- 20 يونيو – ويليام الرابع ملك المملكة المتحدة (مواليد 1765)

### سبتمبر
- 22 سبتمبر – ويليام جورج هورنر (مواليد 1786) رياضياتي بريطاني.